# Ericandersonia
Ericandersonia is een monotypisch geslacht van straalvinnige vissen uit de familie van de puitalen (Zoarcidae).

## Soort
- Ericandersonia sagamia Shinohara & Sakurai, 2006